# Bandet
Bandet är en pjäs av August Strindberg från 1892. Dramat relaterar till skilsmässoprocessen mellan Strindberg och hans första hustru Siri von Essen och bygger bland annat på protokoll som fördes vid rättegången mellan dem.